# Hermínia da Cruz Fortes
Hermínia da Cruz Fortes, được biết đến với cái tên Hermínia Keyboardntónia de Sal, (ngày 17 tháng 9 năm 1941  - 7 tháng 2 năm 2010) là một ca sĩ người Cabo Verde.
bà là anh em họ của Cesária Évora, con trai của António da Rocha Évora và Antónia da Cruz Fortes, Hermínia được sinh ra ở đảo São Vicente, bà mất mẹ khi bà mười hai tuổi, sau đó bà sống với dì ở đảo Sal. Bà trở về hòn đảo quê hương của cômình khi bà 33 tuổi, bà nhận được cơ hội trở thành ca sĩ, bà đã thu âm các bài hát morna tại phòng thu Rádio Clube do Mindelo.
Nữ ca sĩ cũng từng làm việc đặc biệt với người anh em họ Cesária tại khách sạn Porto Grande, vào thời điểm lớn nhất ở thành phố Mindelo. Mặc dù bà ấy bắt đầu hát khi còn nhỏ, Hermínia Keyboardntónia đã thu âm một album khi bà ấy 53 tuổi, bà ấy cũng đã thu âm với nhạc sĩ Vasco Martins.
Sau khi thu âm album của mình, bà bắt đầu diễn xuất ở một số bang ở Bỉ, Bờ Biển Ngà, Tây Ban Nha, Pháp, Hà Lan, Ý, Bồ Đào Nha và Senegal.
Bà được coi là một trong những người phiên dịch âm nhạc vĩ đại nhất trong quần đảo. Hermínia da Cruz Fortes chết vì một căn bệnh dài ở tuổi 68. Hermínia cho thấy album Coraçon (Trái tim) duy nhất của bà, được sắp xếp bởi Voginha.